# Mariinský palác
Mariinský palác (ukrajinsky Маріїнський палац, Marijins'kyj palac) je barokní budova v ukrajinském hlavním městě Kyjevě, postavena v architektonickém slohu známém jako jelizavetinské baroko. V současnosti se jedná o oficiální sídlo ukrajinského prezidenta. Sousedí s neoklasicistní budovou ukrajinského parlamentu.

## Historie
Stavba paláce začala v roce 1744 na pokyn ruské carevny Alžběty Petrovny. Architektonický návrh vytvořil petrohradský architekt italského původu Bartolomeo Rastrelli pracující pro Petra Velikého. Rastrelli byl nejslavnější architekt působící v té době v Ruské říši a jedna z vůdčích osobností petrovského, jelizavetinského a naryškinského baroka. Jeden ze studentů Rastrelliho, Ivan Mičurin, palác dokončil v roce 1752. Carevna Alžběta ho již dokončený nespatřila; první z ruských panovníků, kdo ho využil jako carskou rezidenci při pobytu v kyjevské gubernii, byla carevna Kateřina II., když v roce 1787 navštívila Kyjev.
Na konci 18. a na počátku 19. století byl palác hlavním sídlem gubernátorů. Na počátku 19. století palác vyhořel a byl na téměř půl století opuštěn. V roce 1870 jej nechal ruský car Alexandr II. zrekonstruovat architektem Konstantinem Majevským a dal mu také nové jméno po své choti Marii Alexandrovně; toto jméno nese dodnes. Na Mariino přání byl na jižní straně založen velký park. Palác byl pak jako rezidence pro návštěvy členů císařské rodiny využíván až do roku 1917.
V letech ruské občanské války (1917–20) byl využíván jako ústředí kyjevských revolučních rad, zejména během kyjevského bolševického povstání. Ve 20. letech patřila budova zemědělské škole, brzy poté se stala muzeem. Palác byl těžce poškozen během druhé světové války. Na konci 40. let byl opraven, další významná rekonstrukce byla dokončena na počátku 80. let.
Od zisku samostatnosti Ukrajiny je palác sídlem jejího prezidenta a jako takový již hostil řadu hlav států. Roku 2007 byla zahájena další rozsáhlá rekonstrukce. Ta byla dokončena roku 2018, palác slavnostně znovuotevřel prezident Petro Porošenko 16. ledna 2018. Nad palácem bývá v současnosti vztyčována standarta prezidenta republiky.